# 埃舍尔布龙
埃舍尔布龙是德国巴登-符腾堡州的一个市镇。总面积8.24平方公里，总人口2515人，其中男性1276人，女性1239人（2011年12月31日），人口密度305人/平方公里。